# Litten Hansen
Litten Hansen (født 24. december 1944 i Videbæk) er en dansk skuespiller, instruktør, direktør og tidligere skuespilchef og folketingsmedlem.
Litten Hansen rejste til København som 16-årig og fik arbejde på et rejsebureau. Siden blev hun student i 1965 fra Statens Kursus og var næsten færdig som cand.mag. i samfundsfag fra Københavns Universitet i 1971, da hun kom ind i teaterverdenen. Hun startede på elevskolen ved Fiolteatret og blev uddannet skuespiller i 1974. I de følgende år spillede hun bl.a. på Husets Teater og fungerede også som instruktør. 
Inden da var hendes politiske interesse vakt; Udover at være en del af Anti-Apartheid Komiteen, Vietnam-bevægelsen, sekretær for Plum-fonden og meget andet, blev hun i 1968 medlem af Venstresocialisternes hovedbestyrelse og blev i 1975 valgt til Folketinget for partiet. I 1977 skiftede hun Christiansborg ud med Københavns Rådhus, da hun blev medlem af Borgerrepræsentationen. Efter kort tid valgte hun imidlertid at udtræde af Borgererpræsentationen, og i 1979 meldte hun sig ud af partiet. Litten Hansen var bl.a. utilfreds med, at partiet trods hendes store personlige stemmetal valgte en mand til den borgmesterpost, som hun mente skulle tilfalde hende. 
I 1978 var hun blevet medlem af Dansk Skuespillerforbunds bestyrelse. Hun var forbundets formand fra 1982 til 1991. Under Litten Hansens ledelse blev organisationen mere indflydelsesrig og omfattede efterhånden samtlige aktive skuespillere. Litten Hansen blev i 1991 udnævnt til skuespilchef for Det Kongelige Teater. Det vakte en del opsigt; flere mente ligefrem, at hun ikke besad de tilstrækkelige kunstneriske visioner. Teatrets publikumstal steg. Samme år medvirkede Litten Hansen i DR's dramaserie Ugeavisen, som bodegaservitrice. Chefposten forlod Hansen i 1993, da teatrets nye bestyrelse ønskede en anden linje. I 1993 blev hun ansat som leder af Arte Booking, men også den stilling havde hun kun et år. Fra 1995 til 1999 var Litten Hansen formand for Statens Teaterråd og i 1994 blev hun ansat som administrerende direktør i Copy-Dan, der varetager danske kunstneres ophavsret.
Litten Hansen har desuden haft en række tillids- og bestyrelsesposter. Hun var 2000-2003 medlem af Det Kongelige Teaters bestyrelse. Hun har siden 2003 har været næstformand for Kunstrådet. Hun blev i 1999 udnævnt til Ridder af Dannebrog.

## Filmografi
- Ta' det som en mand, frue (1975)
- Barndommens gade (1986)
- Det forsømte forår (1993)
- Lykkevej (2003)

### Tv-serier
- Nana (1987)
- Kirsebærhaven 89 (1989)
- Ugeavisen (1990-1991)